# WDC 65C02

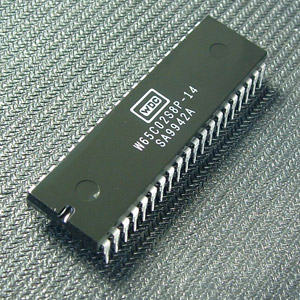
Een WDC 65C02 processor.

De WDC 65C02 is een 8-bit processor van het Amerikaanse Western Design Center. Het is een verbeterde, doorontwikkelde CMOS-variant van de MOS Technology 6502-processor.
De W65C02S is een voordelige 8-bits-microprocessor met een laag energieverbruik. Hij heeft een volledig statische kern die de primaire klok (PHI2) in staat stelt voor onbepaalde tijd vertraagd te worden of zelfs helemaal te stoppen, zowel in het hoge als het lage niveau. De variabele lengte van de instructieset en de handmatig geoptimaliseerde kerngrootte maakt de W65C02S een uitstekende keus voor System-on-Chip-ontwerpen met een laag energieverbruik. Het model van Verilog RTL is beschikbaar voor ASIC-ontwerpstromen. Om tijdens systeemontwikkeling ondersteuning te bieden verstrekt WDC ook een Development System dat tevens het W65C02DB Developer Board, een In-Circuit Emulator (ICE) en het W65CSDS Software Development System omvat.

## Technische specificaties van de W65C02S
- 8-bits gegevensbus
- 8-bits ALU, Accumulator, Stack Pointer, Index Registers, Processor Status Register
- 16-bit programmateller
- 69 instructies
- 16 adresseringsmodi
- 212 opcodes
- Zeer ruim voedingsbereik (gespecificeerd op 1,8, 2,5, 3,0, 3,3, 5,0 v +/- 5%)
- Laag energieverbruik, 150μA met een kloksnelheid van 1 MHz
- 16-bits adresbus geeft toegang tot 65.536 bytes aan geheugenruimte
- Vector Pull (VPB) uitvoer wanneer interruptvectoren worden aangesproken
- WAit-for-Interrupt- en SToP-instructies (WAI en STP) verminderen het energieverbruik en de tijd om op een interrupt te reageren en geven de mogelijkheid tot synchronisatie met externe gebeurtenissen
- Instructieset is variabel in lengte waardoor kleinere optimalisaties van programmacode mogelijk zijn t.o.v. processors met een instructieset met een vaste lengte. Dit reduceert eveneens het energieverbruik
- Volledig statisch circuit, waardoor de klok gestopt kan worden, wat tot een lager energieverbruik leidt

## Toepassingen van de 65C02
- Acorn Computers:
  - BBC Master homecomputer (65C102)
- Apple Inc.:
  - Apple IIc draagbare computer
  - Enhanced Apple IIe homecomputer
- Atari, Inc.:
  - Atari Lynx handzame spelcomputer (65SC02)
- NEC Corporation
  - PC Engine (TurboGrafx-16)
- Overig:
  - Replica I een replica van de Apple I-computer door Briel Computers
  - TurboMaster versnellingscartridge voor de Commodore 64 (instelbare kloksnelheid van 1 tot 4 MHz)
  - Time Top Gameking draagbare spelcomputer (6 MHz)
  - Watara Supervision draagbare spelcomputer (4 MHz)
  - mephisto MMV schaakcomputer (4 – 20 MHz)